# Gillichthys seta
Gillichthys seta är en fiskart som först beskrevs av Isaac Ginsburg, 1938.  Gillichthys seta ingår i släktet Gillichthys och familjen smörbultsfiskar. IUCN kategoriserar arten globalt som sårbar. Inga underarter finns listade i Catalogue of Life.